# 大昌寺 (日野市)
大昌寺（だいしょうじ）は、東京都日野市日野本町2-12-13にある浄土宗の寺院。

## 歴史
1602年（慶長7年）、牛秀（讃誉上人）によって開山された。牛秀は後北条氏に仕えた立川氏の立川清房の子といわれており、現在の八王子市にある大善寺を創建している。牛秀の大善寺住職引退後の隠居寺として創建された。なおこの場所は天台宗の廃寺跡といわれている。
当寺の墓地には、開山の牛秀の墓や、幕末の志士で狂歌師の玉川居祐翁の墓があり、いずれも日野市指定史跡に指定されている。また日野宿の名主を務めた佐藤家2家の墓もある。

## 境内

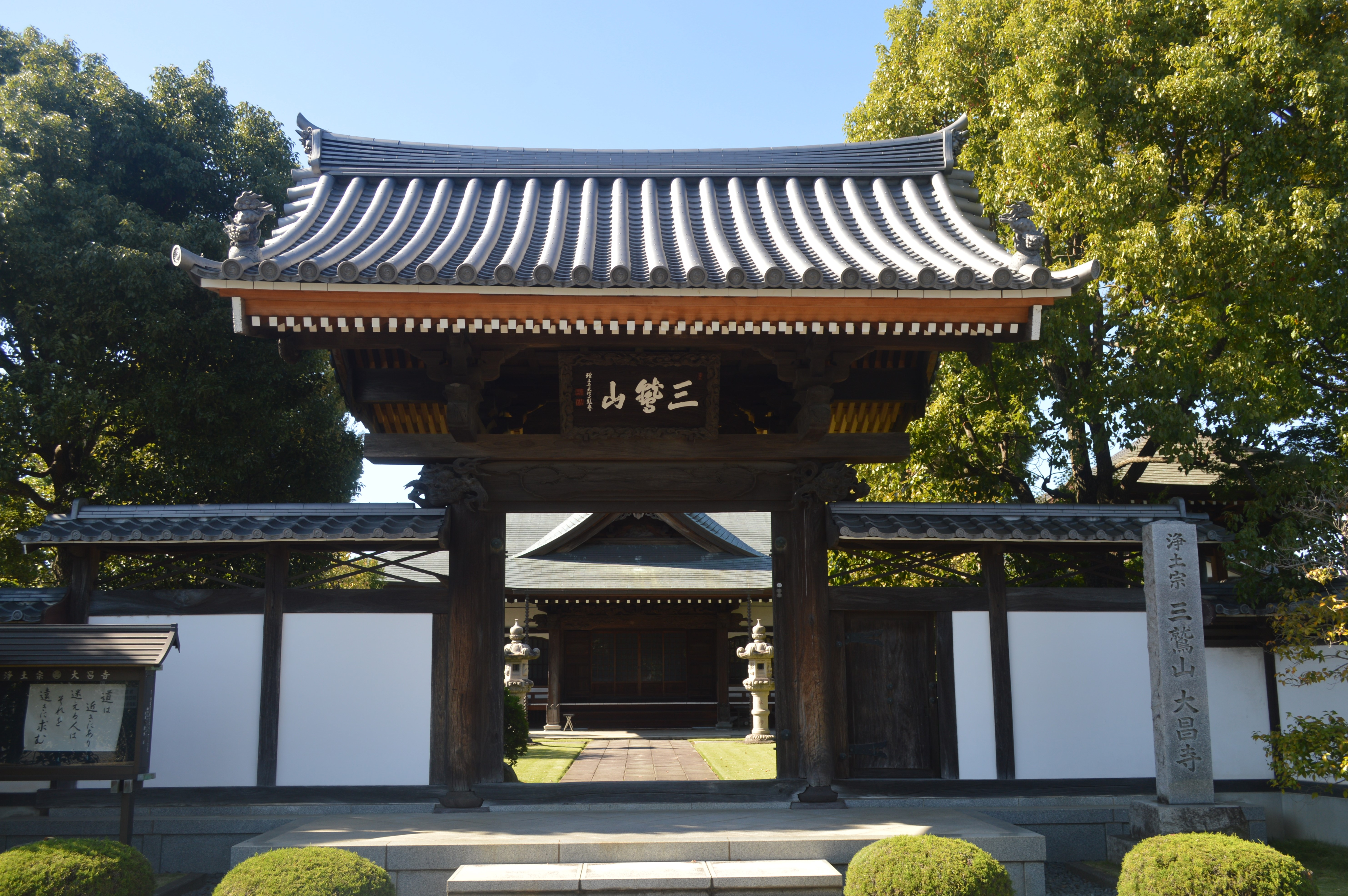
山門
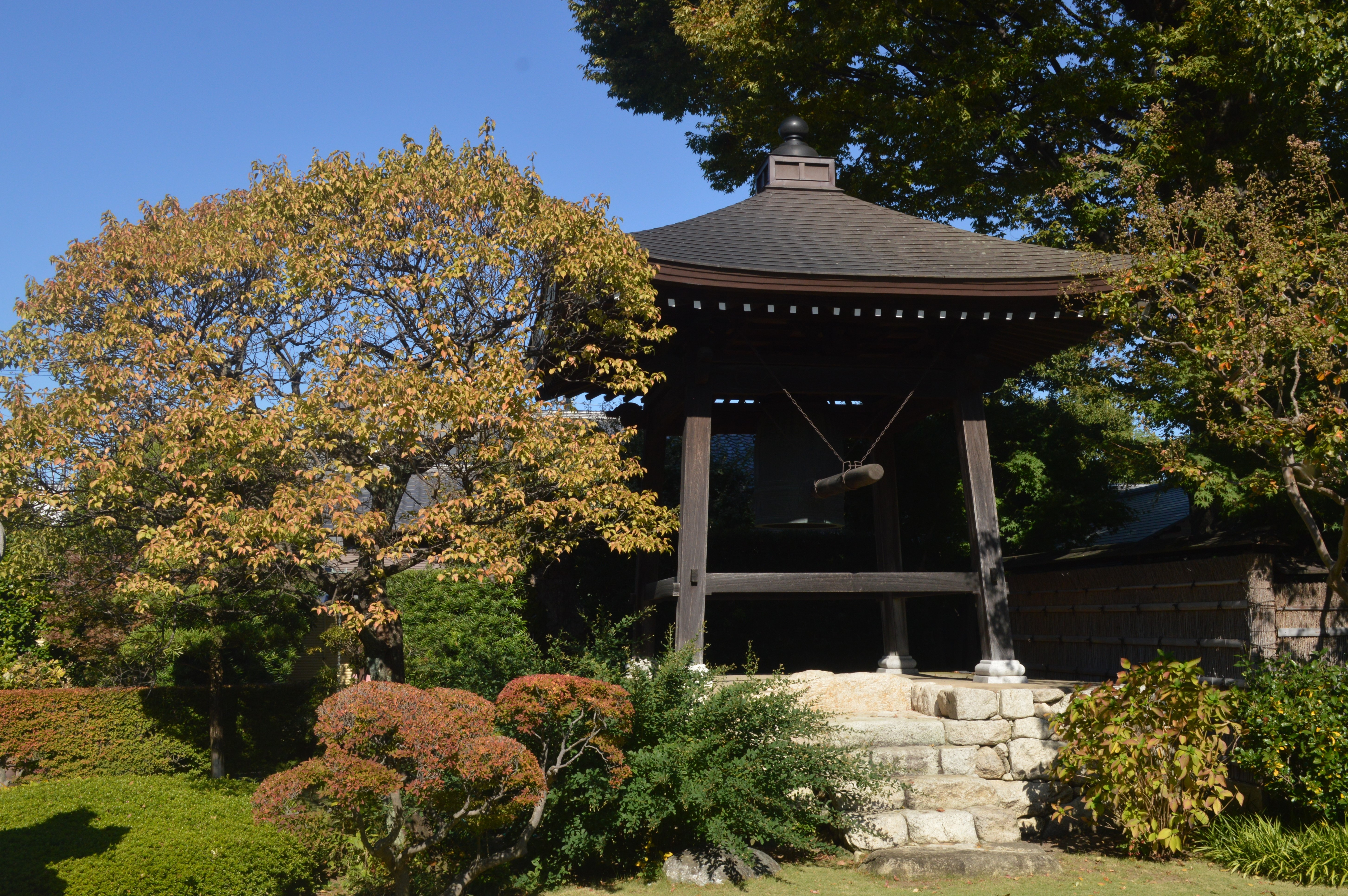
鐘楼
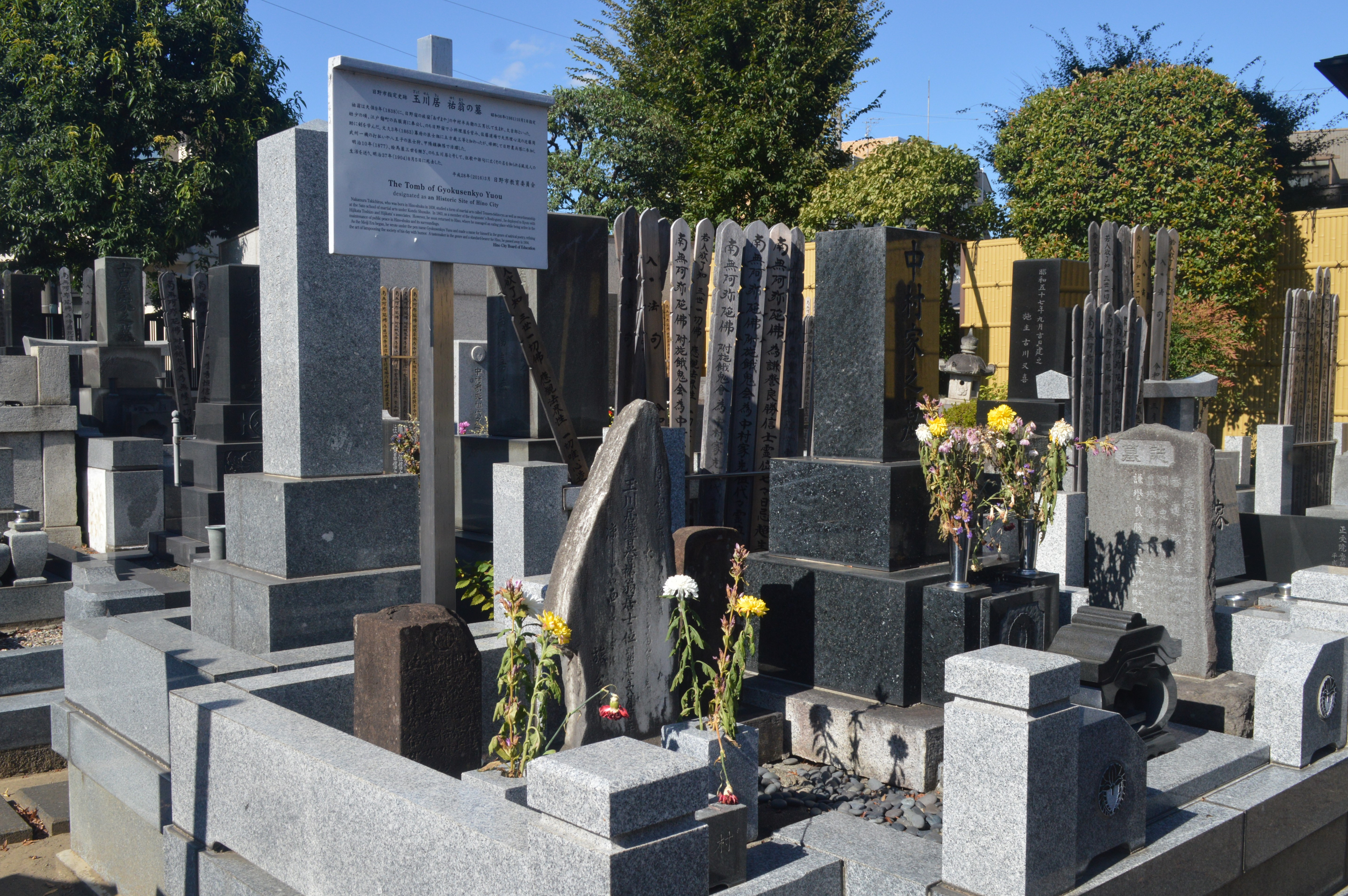
讃誉上人の墓
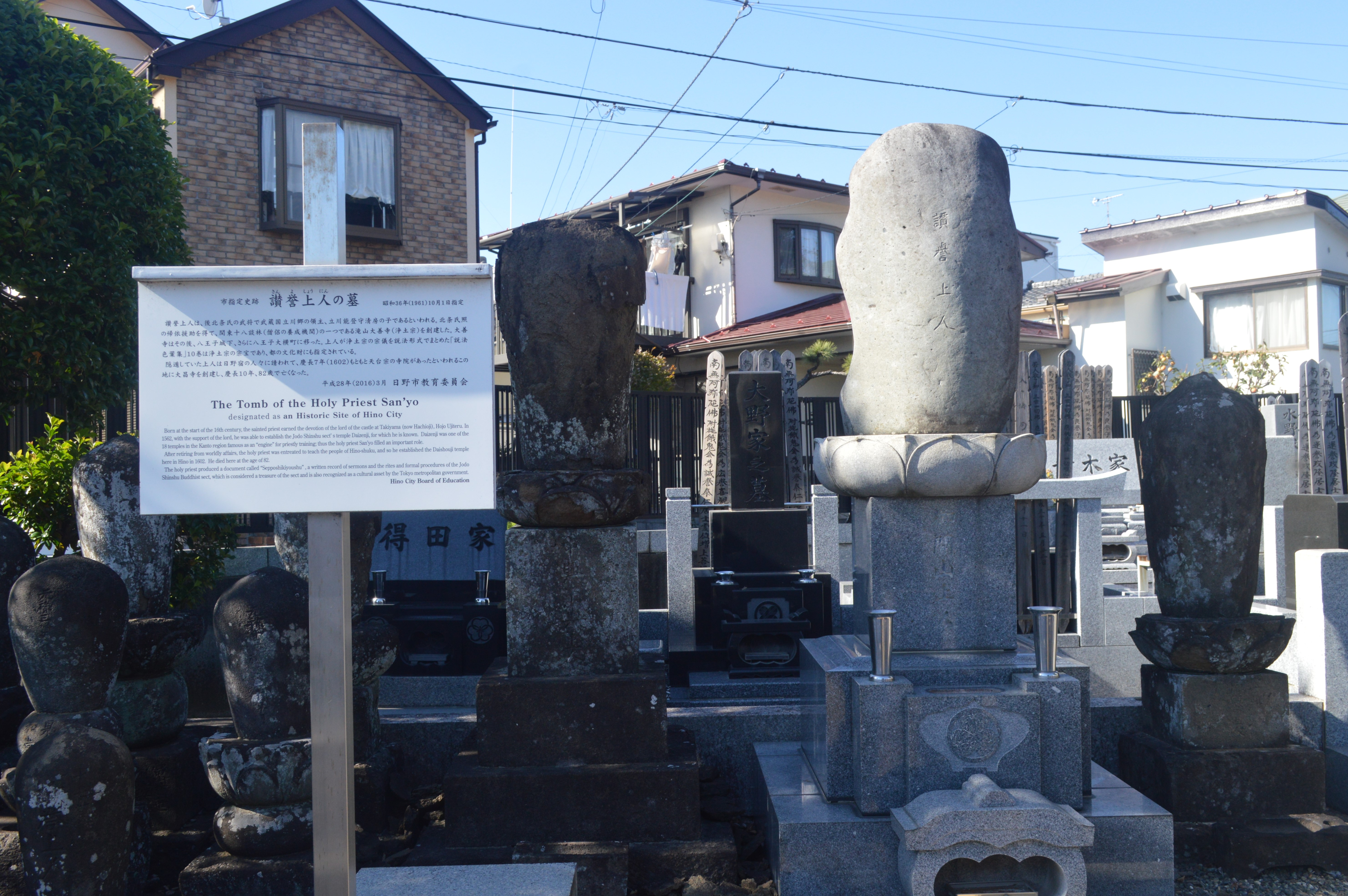
玉川居祐翁の墓

## 文化財

### 東京都指定文化財
- 説法色葉集（典籍） - 1962年（昭和37年）3月31日指定[2]。

### 日野市指定史跡
- 讃誉上人の墓 - 1961（昭和36年）10月1日指定[2]。
- 玉川居祐翁の墓 - 1961年（昭和36年）10月1日指定[2]。

## 交通アクセス
- JR中央本線日野駅より徒歩5分。